# 우의탑

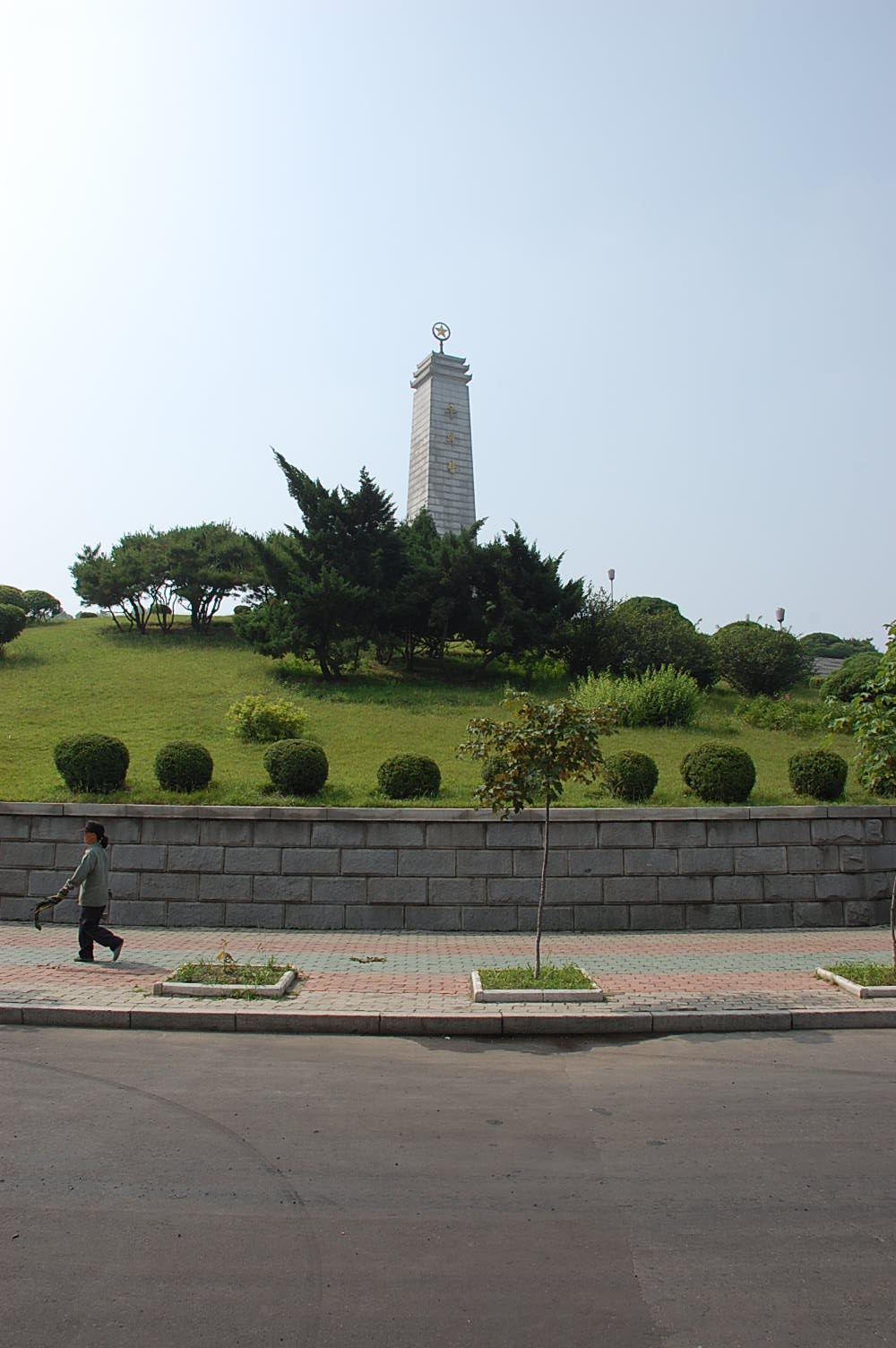
우의탑

우의탑(友誼塔)은 조선민주주의인민공화국 평양직할시 모란봉구역에 있는 기념탑이다. 모란봉 북쪽에 위치하며 탑의 부지 면적은 120,000m2, 높이는 30m이다. 조중우의탑(朝中友誼塔)이라고 부르기도 한다.
1950년에 발발한 한국 전쟁에서 조선민주주의인민공화국을 지원하기 위해 참전한 중화인민공화국의 중국인민지원군을 기념하기 위한 차원에서 1959년 10월 25일에 건립되었다. 조선민주주의인민공화국과 중화인민공화국 간의 친선 관계를 상징하는 건물로 여겨지며 조선민주주의인민공화국 주재 중화인민공화국 대사관 직원들이 정기적으로 헌화하고 있다.
우의탑은 조선건축가동맹의 이영이 설계를 맡았고, 조선미술가동맹 조각분과가 기념비 좌우측의 장식 부각에 투입되었다. 내부 입구 안쪽에는 석실 내벽의 넓은 면적공간을 마련하여 벽화에 이쾌대가 총괄을 맡았다. 우의탑 석실 내벽에는 벽화를 조성할 공간이 마련 되었다. 원형실로 구성된 내부는 내경 5m, 높이 4m 의 방으로, 벽면 한단에 실내 원심을 향하여 두층의 계단이 구성되었다.
1959년에 건립을 시작해 1960년 완공한 기념탑은 김정일의 지시로 재건축하여 허물고, 1984년 완공한 기념탑은 중국인민지원군의 참전일인 10월 25일을 뜻하는 1,025개의 천연 화강석과 대리석으로 제작되었다. 탑 1층의 외부와 내부 벽면에는 조중 친선을 주제로 한 조각과 벽화가 장식되어 있으며 기념탑 꼭대기에는 지름 1.5m의 오각별이 있다.

## 기념탑에 장착된 비문
기념탑 앞면에 장착된 조선어 비문:
항미원조보가위국의 기치높이 우리와 함께 싸워 이 땅에서 공동의 원쑤들을 쳐물리친 중국인민지원군 렬사들이여 그대들이 남긴 불멸의 위훈과 피로써 맺어진 조중인민의 국제주의적친선은 륭성하는 이 나라 강토우에 길이 빛나리라

1. ↑  平壌・中国大使館健在PR 友誼塔献花で反米世論を煽りSNSバズる. 《KoreaWorldTimes》 (일본어). 2021년 4월 6일. 2021년 4월 5일에 확인함.